# Gare de Villefranche-de-Rouergue
Gare de Villefranche-de-Rouergue – stacja kolejowa w Villefranche-de-Rouergue, w departamencie Aveyron, w regionie Oksytania, we Francji.
Jest stacją pasażer Société nationale des chemins de fer français (SNCF), obsługiwaną przez autobusy i pociągi TER Midi-Pyrénées.